# Улица Артёма (Донецк)

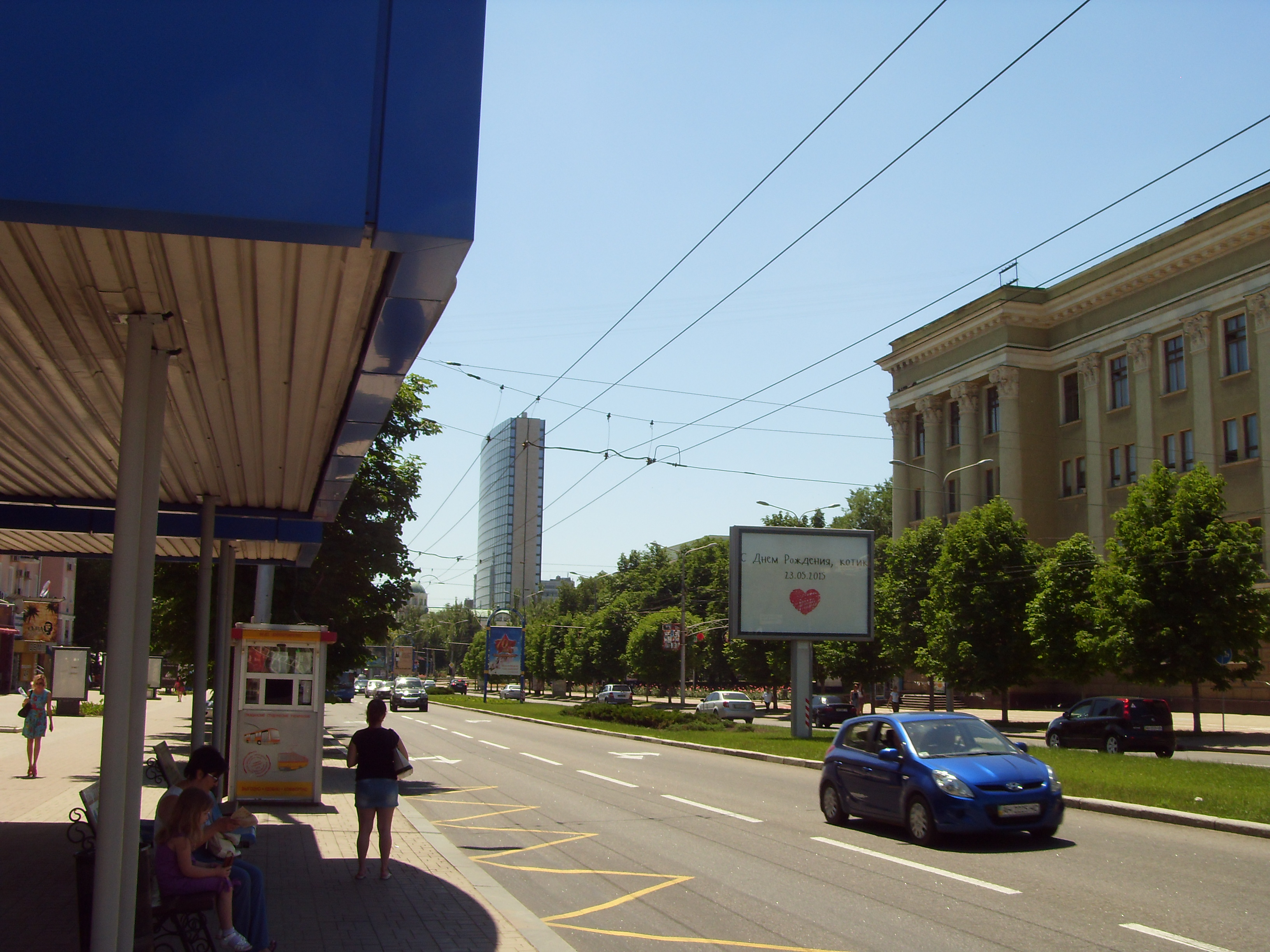
Улица Артёма летом 2015 г. (справа — Библиотека имени Н. К. Крупской)

Улица Артёма — главная улица города Донецка, ранее носила название Первая линия, в 1880-х годах была единственной улицей города.

## История
Улица получила своё название в 1928 году в честь Фёдора Андреевича Сергеева (Артёма) (1883—1921), советского государственного и партийного деятеля, одного из организаторов вооружённого восстания в Харькове и на Донбассе в октябре 1917 года.
В 1959—1965 годах на отделке домов по улице Артёма трудилась бригада штукатуров Героя Социалистического Труда Дмитрия Базарова.

## Описание
Улица Артёма начинается в Ворошиловском и заканчивается в Киевском районе. На улице расположены множество торговых и бизнес-центров, ВУЗы, библиотеки, театры, городская больница № 20, площадь им. Ленина, площадь Шахтёрская, железнодорожный вокзал, «Ветковские пруды», областная травматология, радио рынок.
Длина улицы около 10 километров. Между Киевским и Ворошиловским районами расположен памятник Фёдору Андреевичу «Артёму» Сергееву. Памятник сооружен в 1967 году к пятидесятилетию Советского государства в честь Фёдора Андреевича «Артёма» Сергеева, революционера, советского государственного и партийного деятеля, основателя Донецко-Криворожской Республики, председателя Донецкого губисполкома.

## Транспорт
Маршрут № 2 от железнодорожного вокзала до Донецкого металлургического завода, маршрут проходит по улице Артёма от начала до конца.
По улице Артёма ездят автобусы марки МАЗ 203.067 (интервал движения 3 мин.) и троллейбусы марки ЗИУ-10, ЮМЗ-Т1, ЮМЗ-Т2, ЛАЗ-Е183А1 (интервал движения 1-2 мин.).
В новогоднюю ночь с 1939 на 1940 год было открыто троллейбусное движение по маршруту № 1 «Металлургический завод — Студгородок». Строительство новых троллейбусных линий было прервано из-за войны. В середине XX века по маршруту современной «Двойки» ходил трамвай. Позже трамвайные пути были перенесены на соседнюю параллельную улицу Челюскинцев.

### Известные здания
- ул. Артёма, 7. Гастроном «Москва»[источник не указан 1101 день].